# Denmark Open 1996
Die Dan-Bunkering Denmark Open 1996 waren eines der Top-10-Turniere des Jahres im Badminton in Europa. Sie fanden vom 16. bis 20. zum Oktober 1996 in Middelfart statt. Das Preisgeld betrug 90.000 US-Dollar.

## Sieger und Platzierte
| Disziplin    | Gold                           | Silber                          | Bronze                                 |
| ------------ | ------------------------------ | ------------------------------- | -------------------------------------- |
| Herreneinzel | Thomas Stuer-Lauridsen         | Ong Ewe Hock                    | Poul-Erik Høyer Larsen                 |
| Herreneinzel | Thomas Stuer-Lauridsen         | Ong Ewe Hock                    | Peter Gade                             |
| Dameneinzel  | Gong Zhichao                   | Marina Andrievskaia             | Christine Gandrup                      |
| Dameneinzel  | Gong Zhichao                   | Marina Andrievskaia             | Mette Pedersen                         |
| Herrendoppel | Jim Laugesen Thomas Stavngaard | Simon Archer Chris Hunt         | Liu Yong Zhang Wei                     |
| Herrendoppel | Jim Laugesen Thomas Stavngaard | Simon Archer Chris Hunt         | Jon Holst-Christensen Thomas Lund      |
| Damendoppel  | Helene Kirkegaard Rikke Olsen  | Julie Bradbury Joanne Goode     | Ann Jørgensen Majken Vange             |
| Damendoppel  | Helene Kirkegaard Rikke Olsen  | Julie Bradbury Joanne Goode     | Lisbet Stuer-Lauridsen Marlene Thomsen |
| Mixed        | Michael Søgaard Rikke Olsen    | Thomas Stavngaard Ann Jørgensen | Nick Ponting Joanne Goode              |
| Mixed        | Michael Søgaard Rikke Olsen    | Thomas Stavngaard Ann Jørgensen | Jens Eriksen Marlene Thomsen           |

## Finalresultate
| Disziplin    | Sieger                         | Finalist                        | Ergebnis           |
| ------------ | ------------------------------ | ------------------------------- | ------------------ |
| Herreneinzel | Thomas Stuer-Lauridsen         | Ong Ewe Hock                    | 6-15, 15-7, 15-12  |
| Dameneinzel  | Gong Zhichao                   | Marina Andrievskaia             | 12-11, 11-4        |
| Herrendoppel | Thomas Stavngaard Jim Laugesen | Simon Archer Chris Hunt         | 17-15, 10-15, 15-7 |
| Damendoppel  | Rikke Olsen Helene Kirkegaard  | Julie Bradbury Joanne Goode     | 15-6, 15-2         |
| Mixed        | Michael Søgaard Rikke Olsen    | Thomas Stavngaard Ann Jørgensen | 15–5, 15–1         |

## Ergebnisse

### Herreneinzel Qualifikation
- Peter Bush –  Rasmus Tharsgaard: 15-10 / 15-7
- Anders Jensen –  Alun Biggart: 15-9 / 13-15 / 15-7
- Henrik Sørensen –  Søren B. Nielsen: 15-3 / 15-1
- Claus Olsen –  Peter Christensen: 15-9 / 6-15 / 18-14
- Joachim Fischer Nielsen –  Hans Meldgård: 15-7 / 15-11
- Jacob Østergaard –  Bo Rafn: 15-8 / 15-1
- Gregers Schytt –  Ulrik Nørgaard: 15-3 / 15-1
- Jesper Madsen –  Anders Bruun: 15-11 / 15-11
- Jesper Mikla –  Martin Delfs: 15-6 / 15-11
- Peter Bush –  Anders Jensen: 15-7 / 11-15 / 15-3
- Henrik Sørensen –  Claus Olsen: 15-5 / 15-8
- Jesper Hansen –  Frederik Kohler: 15-6 / 15-5
- Jacob Østergaard –  Michael Edge: 15-12 / 15-8
- Morten Boesen –  Henrik Kryger: 14-18 / 17-14 / 15-8
- Bjarne Sung Jakobsen –  Gregers Schytt: 15-3 / 15-10
- Torben Carlsen –  Jesper Madsen: 15-13 / 15-10
- Carsten Gjerlev –  Kristian Larsen: 15-5 / 15-7
- Jesper Mikla –  Michael Moesgaard: 15-5 / 15-3
- Jesper Hansen –  Joachim Fischer Nielsen: 16-18 / 15-6 / 15-2
- Morten Boesen –  Jacob Østergaard: 15-7 / 15-3

### Herreneinzel
- Yong Hock Kin –  Morten Boesen: 15-8 / 15-4
- George Rimarcdi –  Oliver Pongratz: 15-11 / 18-16
- Joris van Soerland –  Robert Nock: 15-8 / 15-9
- Jens Olsson –  Lo Ah Heng: 15-5 / 18-15
- Jim Laugesen –  Peter Bush: 15-7 / 15-11
- Søren B. Nielsen –  Ib Frederiksen: 15-10 / 15-3
- Daniel Eriksson –  Darren Hall: 17-16 / 7-15 / 15-13
- Jim Ronny Andersen –  Claus Jensen: 15-10 / 15-7
- Jesper Mikla –  Steve Isaac: 15-7 / 15-11
- Martin Lundgaard Hansen –  Marleve Mainaky: 15-4 / 18-16
- Henrik Bengtsson –  Robert Liljequist: 6-15 / 15-5 / 15-7
- Peter Janum –  Kasper Ødum: 15-8 / 14-17 / 15-12
- Jeffer Rosobin –  Ismail Saman: 15-10 / 17-15
- Kenneth Jonassen –  Rikard Magnusson: 15-6 / 16-17 / 15-5
- Martin Hagberg –  Kim Nielsen: 15-4 / 15-9
- Henrik Sørensen –  Peter Knowles: 15-11 / 15-10
- Irwansyah –  Gregers Schytt: 15-2 / 15-7
- Torben Carlsen –  Mark Constable: 15-10 / 15-10
- Anders Boesen –  Jeroen van Dijk: 15-7 / 15-12
- Peter Gade –  Jesper Olsson: 15-4 / 15-10
- Jesper Hansen –  Kim Johansson: 18-13 / 9-15 / 15-3
- Hendrawan –  Thomas Søgaard: 10-15 / 15-9 / 15-2
- Fredrik Bergström –  Søren Hansen: 15-9 / 6-15 / 15-1
- Rasmus Wengberg –  Niels Christian Kaldau: w.o.
- Poul-Erik Høyer Larsen –  Yong Hock Kin: 15-12 / 15-2
- George Rimarcdi –  Rasmus Wengberg: 15-10 / 15-2
- Hermawan Susanto –  Joris van Soerland: 15-10 / 15-6
- Jens Olsson –  Jim Laugesen: 15-2 / 15-11
- Ong Ewe Hock –  Søren B. Nielsen: 15-2 / 15-9
- Daniel Eriksson –  Jim Ronny Andersen: 15-5 / 15-8
- Hu Zhilang –  Jesper Mikla: 15-6 / 15-5
- Martin Lundgaard Hansen –  Henrik Bengtsson: 15-12 / 15-8
- Peter Janum –  Jeffer Rosobin: 15-5 / 15-4
- Kenneth Jonassen –  Lin Liwen: 15-8 / 15-5
- Martin Hagberg –  Henrik Sørensen: 8-15 / 15-12 / 15-2
- Thomas Stuer-Lauridsen –  Irwansyah: 17-14 / 15-7
- Anders Boesen –  Torben Carlsen: 15-6 / 15-7
- Peter Gade –  Pang Chen: 15-3 / 15-10
- Hendrawan –  Jesper Hansen: 15-5 / 15-2
- Kent Wæde Hansen –  Fredrik Bergström: 15-3 / 15-9
- Poul-Erik Høyer Larsen –  George Rimarcdi: 15-6 / 15-0
- Hermawan Susanto –  Jens Olsson: 15-8 / 15-9
- Ong Ewe Hock –  Daniel Eriksson: 15-6 / 15-7
- Martin Lundgaard Hansen –  Hu Zhilang: 8-15 / 15-3 / 15-12
- Kenneth Jonassen –  Peter Janum: 17-15 / 15-7
- Thomas Stuer-Lauridsen –  Martin Hagberg: 15-6 / 15-5
- Peter Gade –  Anders Boesen: 15-9 / 15-4
- Hendrawan –  Kent Wæde Hansen: 15-2 / 15-4
- Poul-Erik Høyer Larsen –  Hermawan Susanto: 15-2 / 5-15 / 15-10
- Ong Ewe Hock –  Martin Lundgaard Hansen: 15-12 / 17-16
- Thomas Stuer-Lauridsen –  Kenneth Jonassen: 15-7 / 15-1
- Peter Gade –  Hendrawan: 15-13 / 11-15 / 18-17
- Ong Ewe Hock –  Poul-Erik Høyer Larsen: 15-7 / 7-15 / 15-9
- Thomas Stuer-Lauridsen –  Peter Gade: 5-15 / 15-6 / 17-14
- Thomas Stuer-Lauridsen –  Ong Ewe Hock: 6-15 / 15-7 / 15-12

### Dameneinzel Qualifikation
- Jane Jacoby –  Belinda Elkjer: 11-5 / 11-0
- Julie Boe –  Nadia Lyduch: 11-6 / 11-8
- Jane Jacoby –  Sarah Jonsson: 11-8 / 11-4
- Tine Baun –  Julie Boe: 11-6 / 11-3

### Dameneinzel
- Camilla Martin –  Johanna Holgersson: 11-0 / 11-0
- Gong Zhichao –  Brenda Beenhakker: 11-7 / 11-7
- Kelly Morgan –  Denyse Julien: 12-10 / 11-3
- Margit Borg –  Mette Schjoldager: 11-2 / 11-0
- Christine Magnusson –  Mette Sørensen: 11-4 / 11-6
- Joanne Muggeridge –  Christina Sørensen: 11-2 / 1-11 / 11-5
- Lidya Djaelawijaya –  Kristin Evernas: 11-3 / 11-1
- Gitte Sommer –  Pernille Harder: 11-1 / 11-1
- Marina Andrievskaia –  Lotte Thomsen: 11-7 / 11-3
- Judith Meulendijks –  Yuni Kartika: 11-6 / 5-11 / 11-8
- Tine Baun –  Jane Jacoby: 11-1 / 11-7
- Anne Søndergaard –  Anu Nieminen: 11-8 / 11-6
- Karolina Ericsson –  Charmaine Reid: 9-12 / 11-6 / 11-0
- Mette Pedersen –  Lone Sørensen: 11-2 / 11-4
- Catrine Bengtsson –  Yao Jie: 12-11 / 12-11
- Yuliani Santosa –  Tanja Berg: 11-5 / 5-11 / 12-9
- Gong Zhichao –  Camilla Martin: 12-10 / 12-9
- Kelly Morgan –  Margit Borg: 11-8 / 11-5
- Christine Magnusson –  Joanne Muggeridge: 11-6 / 11-1
- Lidya Djaelawijaya –  Gitte Sommer: 11-5 / 1-11 / 11-7
- Marina Andrievskaia –  Judith Meulendijks: 11-8 / 11-1
- Anne Søndergaard –  Tine Baun: 12-9 / 11-8
- Mette Pedersen –  Karolina Ericsson: 11-3 / 11-4
- Yuliani Santosa –  Catrine Bengtsson: 11-3 / 11-5
- Gong Zhichao –  Kelly Morgan: 11-1 / 11-0
- Christine Magnusson –  Lidya Djaelawijaya: 7-11 / 11-4 / 11-0
- Marina Andrievskaia –  Anne Søndergaard: 11-5 / 10-12 / 11-8
- Mette Pedersen –  Yuliani Santosa: 6-11 / 11-2 / 12-11
- Gong Zhichao –  Christine Magnusson: 11-1 / 11-3
- Marina Andrievskaia –  Mette Pedersen: 3-11 / 12-10 / 11-8
- Gong Zhichao –  Marina Andrievskaia: 12-11 / 11-4

### Herrendoppel
- Jon Holst-Christensen /  Thomas Lund –  Christian Fisher /  Steve Isaac: 15-3 / 15-5
- Aras Razak /  Hadi Sugianto –  Min Zhenyu /  Zhang Jun: 15-5 / 15-17 / 15-11
- Chew Choon Eng /  Rosman Razak –  Jesper Larsen /  Peder Nissen: 17-14 / 18-17
- Peter Christensson /  Martin Hagberg –  Anders Bruun /  Jesper Thomsen: 15-3 / 18-13
- Nick Ponting /  John Quinn –  Peter Axelsson /  Pär-Gunnar Jönsson: 15-10 / 15-13
- Jim Laugesen /  Thomas Stavngaard –  Jim Ronny Andersen /  Kristian Larsen: 15-2 / 15-6
- Cun Cun Haryono /  Ade Lukas –  Dennis Lens /  Quinten van Dalm: 15-8 / 15-8
- Patrick Ejlerskov /  Michael Lamp –  Kenneth Jonassen /  András Piliszky: 15-13 / 15-6
- Jesper Mikla /  Lars Paaske –  Henrik Andersson /  Johan Tholinsson: 15-18 / 15-12 / 15-7
- Davis Efraim /  Halim Haryanto –  Allan Borch /  Janek Roos: 18-15 / 5-15 / 15-4
- Liu Yong /  Zhang Wei –  Jesper Hansen /  Jesper Madsen: 17-15 / 17-14
- Michael Søgaard /  Thomas Søgaard –  James Anderson /  Ian Pearson: 15-6 / 15-9
- Seng Kok Kiong /  Victo Wibowo –  Fredrik Bergström /  Rasmus Wengberg: 15-10 / 15-5
- Jens Eriksen /  Christian Jakobsen –  Carsten Gjerlev /  Rasmus Tharsgaard: 15-7 / 15-8
- Yap Yee Guan /  Yap Yee Hup –  Jesper Hermansen /  Brian T Rasmussen: 15-4 / 15-9
- Simon Archer /  Chris Hunt –  Jonas Rasmussen /  Ove Svejstrup: 15-1 / 15-3
- Jon Holst-Christensen /  Thomas Lund –  Aras Razak /  Hadi Sugianto: 18-17 / 10-15 / 15-12
- Chew Choon Eng /  Rosman Razak –  Peter Christensson /  Martin Hagberg: 15-8 / 15-2
- Jim Laugesen /  Thomas Stavngaard –  Nick Ponting /  John Quinn: 15-3 / 15-9
- Cun Cun Haryono /  Ade Lukas –  Patrick Ejlerskov /  Michael Lamp: 15-11 / 15-6
- Davis Efraim /  Halim Haryanto –  Jesper Mikla /  Lars Paaske: 15-9 / 15-9
- Liu Yong /  Zhang Wei –  Michael Søgaard /  Thomas Søgaard: 14-17 / 18-13 / 15-4
- Seng Kok Kiong /  Victo Wibowo –  Jens Eriksen /  Christian Jakobsen: 18-14 / 15-3
- Simon Archer /  Chris Hunt –  Yap Yee Guan /  Yap Yee Hup: 15-4 / 15-5
- Jon Holst-Christensen /  Thomas Lund –  Chew Choon Eng /  Rosman Razak: 15-2 / 7-15 / 15-10
- Jim Laugesen /  Thomas Stavngaard –  Cun Cun Haryono /  Ade Lukas: 15-12 / 7-15 / 18-14
- Liu Yong /  Zhang Wei –  Davis Efraim /  Halim Haryanto: 18-15 / 15-12
- Simon Archer /  Chris Hunt –  Seng Kok Kiong /  Victo Wibowo: 12-15 / 17-16 / 15-12
- Jim Laugesen /  Thomas Stavngaard –  Jon Holst-Christensen /  Thomas Lund: 15-11 / 15-8
- Simon Archer /  Chris Hunt –  Liu Yong /  Zhang Wei: 15-6 / 15-8
- Jim Laugesen /  Thomas Stavngaard –  Simon Archer /  Chris Hunt: 17-15 / 10-15 / 15-7

### Damendoppel
- Pernille Harder /  Mette Schjoldager –  Jane F. Bramsen /  Anu Nieminen: 15-12 / 16-18 / 17-14
- Britta Andersen /  Jane Jacoby –  Denyse Julien /  Charmaine Reid: 7-15 / 15-6 / 15-5
- Tanja Berg /  Mette Pedersen –  Sarah Jonsson /  Nadia Lyduch: 15-9 / 15-8
- Gillian Gowers /  Erica van den Heuvel –  Line Larsen /  Tine Baun: 15-9 / 15-6
- Ann-Lou Jørgensen /  Christina Sørensen –  Yao Jie /  Yu Hua: w.o.
- Helene Kirkegaard /  Rikke Olsen –  Margit Borg /  Anne Mette Bille: 15-7 / 15-4
- Peng Xinyong /  Zhang Jin –  Pernille Harder /  Mette Schjoldager: 15-11 / 15-4
- Kelly Morgan /  Joanne Muggeridge –  Charlotte Madsen /  Gitte Sommer: 15-5 / 15-8
- Ann Jørgensen /  Majken Vange –  Britta Andersen /  Jane Jacoby: 15-7 / 15-8
- Brenda Conijn /  Nicole van Hooren –  Tanja Berg /  Mette Pedersen: 11-15 / 15-11 / 18-17
- Julie Bradbury /  Joanne Goode –  Ann-Lou Jørgensen /  Christina Sørensen: 15-5 / 15-3
- Marina Andrievskaia /  Christine Magnusson –  Gillian Gowers /  Erica van den Heuvel: 15-11 / 9-15 / 18-13
- Lisbet Stuer-Lauridsen /  Marlene Thomsen –  Marlene Bech /  Belinda Elkjer: 15-3 / 15-4
- Helene Kirkegaard /  Rikke Olsen –  Peng Xinyong /  Zhang Jin: 10-15 / 15-12 / 15-8
- Ann Jørgensen /  Majken Vange –  Kelly Morgan /  Joanne Muggeridge: 15-7 / 15-9
- Julie Bradbury /  Joanne Goode –  Brenda Conijn /  Nicole van Hooren: 15-8 / 15-2
- Lisbet Stuer-Lauridsen /  Marlene Thomsen –  Marina Andrievskaia /  Christine Magnusson: 15-3 / 15-7
- Helene Kirkegaard /  Rikke Olsen –  Ann Jørgensen /  Majken Vange: 15-8 / 15-10
- Julie Bradbury /  Joanne Goode –  Lisbet Stuer-Lauridsen /  Marlene Thomsen: 15-9 / 15-8
- Helene Kirkegaard /  Rikke Olsen –  Julie Bradbury /  Joanne Goode: 15-6 / 15-2

### Mixed
- Lars Pedersen /  Anne Mette Bille –  Kristian Langbak /  Jane F. Bramsen: 15-7 / 15-9
- Jacob Østergaard /  Marlene Bech –  Johan Tholinsson /  Johanna Holgersson: 15-12 / 1-15 / 15-2
- Jesper Larsen /  Majken Vange –  Brian T Rasmussen /  Rikke Broen: 15-11 / 15-4
- Nick Ponting /  Joanne Goode –  Hans Meldgård /  Mette Justesen: 15-6 / 15-4
- Christian Jakobsen /  Grete Kragelund –  Quinten van Dalm /  Nicole van Hooren: 15-12 / 15-13
- Jens Eriksen /  Marlene Thomsen –  Ove Svejstrup /  Britta Andersen: 15-8 / 15-2
- Dennis Lens /  Erica van den Heuvel –  Jan-Eric Antonsson /  Astrid Crabo: 15-8 / 15-8
- Min Zhenyu /  Zhang Jin –  Janek Roos /  Charlotte Madsen: 18-16 / 15-8
- Jonas Rasmussen /  Ann-Lou Jørgensen –  Ian Pearson /  Gillian Gowers: 15-9 / 18-16
- Chris Hunt /  Helene Kirkegaard –  Henrik Andersson /  Kristin Evernas: 15-6 / 15-1
- Liu Yong /  Gong Zhichao –  Jesper Hermansen /  Mette Schjoldager: 15-8 / 15-6
- Thomas Stavngaard /  Ann Jørgensen –  Jacob Østergaard /  Marlene Bech: 15-5 / 15-4
- Chen Xingdong /  Peng Xinyong –  Jesper Larsen /  Majken Vange: 17-14 / 15-7
- Nick Ponting /  Joanne Goode –  Christian Jakobsen /  Grete Kragelund: 15-7 / 15-2
- Jens Eriksen /  Marlene Thomsen –  Dennis Lens /  Erica van den Heuvel: 15-2 / 15-6
- Simon Archer /  Julie Bradbury –  Min Zhenyu /  Zhang Jin: 15-1 / 15-11
- Chris Hunt /  Helene Kirkegaard –  Jonas Rasmussen /  Ann-Lou Jørgensen: 14-18 / 15-9 / 15-9
- Michael Søgaard /  Rikke Olsen –  Liu Yong /  Gong Zhichao: 15-8 / 15-4
- Lars Pedersen /  Anne Mette Bille –  Tri Kusharyanto /  Minarti Timur: w.o.
- Thomas Stavngaard /  Ann Jørgensen –  Lars Pedersen /  Anne Mette Bille: 15-3 / 15-8
- Nick Ponting /  Joanne Goode –  Chen Xingdong /  Peng Xinyong: 17-14 / 15-4
- Jens Eriksen /  Marlene Thomsen –  Simon Archer /  Julie Bradbury: 15-12 / 15-11
- Michael Søgaard /  Rikke Olsen –  Chris Hunt /  Helene Kirkegaard: 15-9 / 15-9
- Thomas Stavngaard /  Ann Jørgensen –  Nick Ponting /  Joanne Goode: 17-14 / 8-15 / 15-5
- Michael Søgaard /  Rikke Olsen –  Jens Eriksen /  Marlene Thomsen: 15-12 / 15-4
- Michael Søgaard /  Rikke Olsen –  Thomas Stavngaard /  Ann Jørgensen: 15-5 / 15-1